# المرصد الوطني لحقوق الإنسان (الجزائر)
المرصد الوطني لحقوق الإنسان هو هيئة حقوقية حكومية أنشأت سنة 22 فبراير 1989.